# I gemelli
(Tagline del film)
I gemelli (Twins) è un film del 1988 diretto da Ivan Reitman, con Arnold Schwarzenegger e Danny DeVito.
Il film, realizzato con un budget di 15 milioni di dollari, è stato un successo commerciale, incassando 11 milioni di dollari nel weekend di apertura negli Stati Uniti e 216 milioni di dollari complessivamente. Schwarzenegger e De Vito si accordarono con la produzione per avere come salario il 20% degli incassi, ricevendo così il più grande compenso della loro carriera cinematografica.

## Trama
Per uno specialissimo esperimento scientifico, Mary Ann Benedict viene fecondata col seme di sei uomini eccezionali, affinché generi un figlio straordinario per il bene dell'umanità. Ma nascono invece due gemelli: Julius, un bambino eccezionalmente sviluppato, e Vincent, un neonato piccolissimo, mentre alla madre viene comunicato che l'unico nato è morto. I due bambini, separati subito dopo la nascita, crescono ignorando l'uno l'esistenza dell'altro e credendo che la madre sia morta di parto.
Dopo 35 anni, Julius Benedict, un uomo enorme alto 2 metri, intelligente, colto, ma molto ingenuo, dedito a studi di diritto a Midway, apprende dal maestro di avere un fratello gemello, che vive negli Stati Uniti, e subito parte entusiasta per raggiungerlo. Vincent Benedict è invece l'esatto opposto del fratello: è infatti un basso e scaltrissimo omino, allevato in un orfanotrofio, vive ai limiti della legalità ed è sempre in mezzo ai guai per i suoi affari non troppo puliti. Giunto a Los Angeles, Julius lo trova in prigione e per liberarlo gli paga la cauzione.
Da quel momento, i due fratelli, diversissimi in tutto, diventano indivisibili, imparano a volersi bene e ad aiutarsi, attraversando molte spiacevoli avventure, sia con pericolosi gangster, sia con commercianti d'auto di lusso rubate, dai quali Vincent è seriamente minacciato, e dai quali Julius riesce a salvarlo, grazie alla sua eccezionale forza fisica e alla sua onestà. Mentre smussano le diversità dei loro caratteri, i gemelli vanno in cerca della madre dopo aver saputo che è ancora viva, accompagnati da Linda, fidanzata di Vincent, e dalla sorella di costei, Marnie, della quale Julius si è innamorato.
Finalmente Mary Ann viene ritrovata e viene persuasa che quelli sono veramente i suoi figli gemelli, vivi e vegeti. Così, risolti felicemente tutti i problemi, Julius e Vincent sposano le due ragazze, iniziano una serena vita familiare, e hanno subito una coppia di gemelli per ciascuno, con gran gioia della loro mamma, divenuta nonna.

## Curiosità
- Nella scena in cui Vincent e Julius si trovano in ufficio a firmare assegni per saldare i debiti della Benedict & Benedict, viene fatto riferimento alla valigetta piena di dollari che i gemelli hanno restituito alle autorità, ricevendo in cambio una ricompensa di 50.000 dollari. Vincent parla di quattro milioni di dollari, quando in realtà i milioni erano cinque. Ciò fa intendere che Vincent abbia mentito al fratello sull'ammontare della somma e abbia tenuto il milione mancante per sé.
- Come avviene in altri film di Arnold Schwarzenegger anche in questa occasione c'è un omaggio all'amico Sylvester Stallone. Julius infatti scherza in maniera ironica sulla dimensione dei muscoli di Sylvester Stallone mentre guarda il manifesto del film Rambo III.
- È il primo film in cui Schwarzenegger è doppiato da Alessandro Rossi, che diverrà successivamente la sua voce ufficiale.

## Riconoscimenti
Il film ha ottenuto una nomination ai Golden Globe per la miglior canzone originale.

## Sequel
Nel marzo 2012, la Universal annunciò un sequel intitolato Triplets.
Il sequel del film, prodotto da Ivan Reitman, era ufficialmente in sviluppo. La sceneggiatura sarebbe stata firmata da Josh Gad, e il film vedeva il ritorno di Arnold Schwarzenegger e Danny DeVito. Eddie Murphy avrebbe interpretato il fratello smarrito del duo.
Nel settembre 2021, viene annunciato l'inizio delle riprese del sequel prefissato al gennaio 2022, con l'ingaggio di Tracy Morgan nel ruolo del terzo gemello, al posto di Murphy. La morte di Reitman nel febbraio del 2022, però, ha rimesso l'intero progetto in discussione.
Nel maggio 2023, Arnold Schwarzenegger, conferma la conclusione del progetto, anche per rispetto di Jason Reitman nei confronti del padre.